# Волков, Евгений Николаевич (хоккеист)
Евгений Николаевич Волков (род. 25 марта 1930) — советский хоккеист, защитник.

## Биография
Карьеру в командах мастеров провёл в ленинградских клубах «Большевик» (1949/50) и «Динамо» (1950/51 — 1952/53), сыграв в классе «А» четыре сезона.